# Halsey (piosenkarka)
Halsey, właśc. Ashley Nicolette Frangipane (ur. 29 września 1994 w Edison) – amerykańska piosenkarka i autorka tekstów piosenek, wykonująca muzykę z pogranicza popu i rocka. W 2014 roku wydała swoją pierwszą EP Room 93 za pośrednictwem wytwórni Astralwerks, rok później ukazał się jej debiutancki album zatytułowany Badlands, a w 2017 roku opublikowany został kolejny album Hopeless Fountain Kingdom. Jej pseudonim pochodzi od stacji metra Halsey Street, jednocześnie będąc też anagramem jej imienia, Ashley.

## Życiorys
Halsey urodziła się w Edison w New Jersey. Jest córką Nicole, która pracowała jako ochrona w szpitalu oraz Chrisa, dilera samochodowego. Ma włoskie, irlandzkie i węgierskie pochodzenie ze strony mamy oraz afroamerykańskie ze strony ojca. Ma dwóch młodszych braci – Seviana i Dante.

## Kariera

### 2012–2014: Początki kariery
Zaczęła pisać muzykę, gdy miała 17 lat, a w 2012 roku zaczęła publikować filmy na portalach społecznościowych, takich jak YouTube i Kik, a zwłaszcza Tumblr, pod nazwą użytkownika se7enteenblack. Stała się znana z parodii piosenki Taylor Swift „I Knew You Were Trouble”, inspirowanej relacją Swift z Harrym Stylesem. Następnie napisała kolejną piosenkę o ich związku, która została opublikowana w Internecie na początku 2013 roku. Na początku 2014 roku poszła na imprezę i spotkała „muzyka”, który poprosił ją o współpracę nad piosenką z nim, ponieważ lubił jej głos. W rezultacie piosenka o jej byłym chłopaku, zatytułowana „Ghost”, została opublikowana przez nią na SoundCloud kilka tygodni po jej nagraniu. W ciągu kilku godzin piosenka zyskała popularność w Internecie, a następnie skontaktowało się z nią kilka wytwórni płytowych, a piosenka ostatecznie trafiła na listy przebojów i trafiła do radia.
Finalnie podpisała kontrakt z Astralwerks, czując, że dają jej większą swobodę twórczą niż inne wytwórnie, które się z nią skontaktowały. Następnie zagrała wiele akustycznych koncertów w różnych miastach pod kilkoma różnymi nazwami scenicznymi. W końcu wybrała Halsey jako swój stały pseudonim sceniczny, ponieważ jest to anagram jej imienia, a także odniesienie do stacji Halsey Street nowojorskiego metra na Brooklynie. Stwierdziła również, że Halsey było najpopularniejszym imieniem, którego używała. Pisząc wiersze przez lata, Halsey zaczęła pisać poważniejsze piosenki jako sposób na ich promocję. Muzyka stała się jej „konfesjalnym podejściem” i formą terapii po trudnym życiu, które przeszła.

## Edukacja oraz bezdomność
Przez całe dzieciństwo rodzina Frangipane często się przeprowadzała, ponieważ jej rodzice pracowali na wielu stanowiskach. Zanim osiągnęła wiek nastoletni, uczęszczała do sześciu szkół.
W liceum znosiła zastraszanie ze strony innych uczniów i z tego powodu w wieku 17 lat usiłowała popełnić samobójstwo, co doprowadziło do 17-dniowej hospitalizacji.
Frangipane wkrótce potem zaczęła używać narkotyków rekreacyjnie, mówiąc, że jej choroba afektywna dwubiegunowa spowodowała, że stała się „niekonwencjonalnym dzieckiem”. Ponadto, gdy miała 17 lat, związała się romantycznie z mężczyzną, który miał 24 lata i mieszkał na Halsey Street na Brooklynie. Powiedziała: „Tam właśnie zaczęłam pisać muzykę i zaczęłam czuć się częścią czegoś większego niż moje miasto w szczerym polu jakim było New Jersey. Halsey jest czymś w rodzaju manifestacji wszystkich przesadnych części mnie, więc jest jak alter ego.”
W 2012 roku ukończyła Warren Hills Regional High School w Waszyngtonie w New Jersey.
Po ukończeniu studiów zapisała się do Rhode Island School of Design; jednak wycofała się z powodu trudności finansowych i zamiast tego uczęszczała do Community College. W końcu porzuciła college i została wyrzucona z domu, mówiąc: „Rodzina po prostu nie zgadzała się z wieloma rzeczami na mój temat”. Wkrótce potem zamieszkała w piwnicy na dolnym Manhattanie z grupą „zdegenerowanych palaczy”, których znała przez swojego ówczesnego chłopaka. Kiedy tam nie mieszkała, od czasu do czasu mieszkała w jednym z wielu nowojorskich schronisk dla bezdomnych i rozważała prostytucję jako sposób na zarobienie pieniędzy. Opisując ten okres w swoim życiu, powiedziała: „Pamiętam, że pewnego razu miałam 9 dolarów na koncie bankowym, kupiłam czteropak Red Bulla i użyłam go na noc w ciągu dwóch lub trzech dni, ponieważ mniej niebezpiecznie było nie spać niż spać gdzieś losowo i być może zostać zgwałconym lub porwanym." Od czasu do czasu przebywała u babci ze strony matki.

## Życie prywatne
1 grudnia 2017 oficjalnie potwierdziła swój związek z G-Eazy, wydając teledysk do Him&I, oraz oświadczyli swój związek na instagramie. Po wielu rozstaniach i powrotach zerwali jednak ze sobą na dobre.  
Po zakończonym związku z G-Eazy'm przez jakiś czas spotykała się z amerykańskim aktorem Evanem Petersem. Kolejnym partnerem Halsey był muzyk Yungblud, jednak i ten związek nie przetrwał próby czasu. Dominic oraz Ashley pozostali przyjaciółmi, a wokalistka po zakończeniu związku zniknęła na jakiś czas z mediów.
W 2020 roku na jaw wyszedł nowy związek Halsey z amerykańsko-tureckim fotografem, scenarzystą oraz producentem filmowym Alevem Aydinem. Para przyjaźniła się ze sobą od czterech lat, a po kilku wspólnych podróżach do Turcji, w których Alev towarzyszył Halsey, narodziło się między nimi romantyczne uczucie, które piosenkarka opisała, cytując "Alev i ja byliśmy naprawdę dobrymi przyjaciółmi od czterech lat. A kiedy wiele rzeczy się rozjaśniło, nasz związek stał się romantyczny i to było tak oczywiste, że obydwoje stwierdziliśmy: „O mój Boże! Jesteś osobą, z którą chcę założyć rodzinę."
27 stycznia 2021 roku za pomocą aplikacji Instagram'a, Halsey pochwaliła się zdjęciami z sesji, na której ujawniła swój ciążowy brzuch. 14 lipca 2021 roku na świat przyszedł Erdem Ridley Aydin, pierworodny syn pary. Halsey kolejny raz pochwaliła się ekscytującą wiadomością poprzez dwa zdjęcia ze szpitalnego pokoju, umieszczając je na aplikacji Instagrama.
Artystka w jednym z wywiadów przyznała, że jest biseksualna.

## Choroba oraz poronienie
W jednym z wywiadów w 2016 roku artystka w kwietniowym odcinku popularnego talk-show „The Doctors”, emitowanego przez stację CBS, wyznała, że była w trakcie trasy koncertowej, gdy dowiedziała się, że jest w ciąży. Wyznała też, że na tamten moment zmagała się z endometriozą oraz przepracowaniem. Z uwagi na duże nadzieje, które łączono z planowanym koncertem, menedżerowie 20-letniej wówczas wokalistki odradzili jej odwołanie występu. Tuż tuż przed rozpoczęciem show doświadczyła poronienia. Ashley poprosiła asystentkę o zakup jednorazowej bielizny i środków przeciwbólowych i mimo początkowego niezdecydowania oraz negatywnych emocji, zdecydowała się wejść na scenę aby zagrać koncert.
W wywiadzie ujawniła także, że ma chorobę afektywną dwubiegunową. W wieku siedemnastu lat zdiagnozowano u niej zaburzenia psychiczne, które posiada także jej matka.

## Dyskografia
- 2014: Room 93 (EP)
- 2015: Badlands
- 2017: Hopeless Fountain Kingdom
- 2020: Manic
- 2021: If I Can’t Have Love, I Want Power